# سلطان محمد سلطانی
سلطان محمد سلطانی سیاست‌مدار و مدیر ارشد اجرایی ایرانی بود، که در دوره نوزدهم  مجلس شورای ملی بعنوان نماینده بهبهان از استان خوزستان در مجلس شورای ملی حضور داشت.